# Lol Tolhurst
Lol Tolhurst, Laurence Andrew Tolhurst (Nagy-Britannia, Horley, Surrey, 1959. február 3. –) brit zenész.

## A kezdetek
Robert Smith (The Cure) a St. Francis általános iskolában találkozott először vele. Robert 1972-ben kapta meg élete első saját elektromos gitárját, és ettől fogva a baráti körével (melybe Lolon kívül Michael Dempsey is beletartozott) az akkori slágerek formabontó átdolgozásait kezdték el játszani. A zenekar Obelisk néven adott koncertet osztálytársaik előtt. A felállás a következő volt: Robert Smith (zongora), Lol Tolhurst (dob), Alan Hill (basszusgitár), Michael Dempsey (gitár), Marc Ceccagno (gitár). Ezután áthelyezték őket a jóval szigorúbb St. Wilfrid általános iskolába.
Az együttes első igazi próbája 1976. január 23-án volt a Crawley-i St. Edward-templomban (Robert, Dempsey, Ceccagno, Graham – dob). Áprilisban sikerült Lolnak meggyőznie a többieket, hogy ő legyen az együttes dobosa (igaz, dobfelszerelése nem volt.) A zenekart ekkor Malice-nek nevezték.
1976 októberében már hetente három este gyakoroltak (Marc Ceccagno nélkül).
Lol barátnőjének bátyja, Porl Thompson is kezdett résztvenni a próbákon. David Bowie, Alex Harvey és Jimi Hendrix átdolgozásokat játszottak, majd saját dalok írásába fogtak.
1976 december 18-án adtak egy akusztikus koncertet a sussexi Worth Apátság nevű helyen egy alkalmi énekessel (Martin). A repertoár feldolgozások mellett ('Jailbreak', 'Sufragette City', 'Foxy lady') mellett egy a „Head on the Door” albumon felújított számot is tartalmazott ('A night like this').
Lol a Wild thing-et énekelte. A koncert botrányba fulladt, a zenekar feloszlatta magát.
Lol egy gyógyszerészeti laboratóriumban dolgozott és munkája mellett Robert szüleinek házában kezdtek el gyakorolni hetente háromszor-négyszer. 
1977 januárjában az együttes Easy Cure-nek nevezte magát (Lol egyik száma után). Az együttes első fellépése április 22-én volt a St. Edwards nagytermében. A zenekarban ekkor Peter O' Toole is benne volt. 1977 áprilisában Németország legnagyobb független lemezkiadójának hirdetésére jelentkezve elkészítettek egy demókazettát.
Az együttes első igazi fellépése május 3-án volt egy helyi, Crawley-i kocsmában (Rocket). Május 13-án volt a hansás próbafelvétel. Megkapták a szerződést. Június 3-án egy ingyenes békekoncertet adtak a Queens téren, Crawley-ban.
Szeptember 12-én Peter O' Toole kilépett a zenekarból, így az énekesi teendőket Robert Smith vette át. Ami ezután következik, az igazándiból a The Cure címszó alá tartozna, így a zenekar teljes történetének leírásától eltekintve Lol Tolhurstre koncentrálunk. Dobosként igazándiból 1982 után kezdett háttérbe szorulni és a későbbi koncerteken már a billentyűs hangszerek mögött foglalt helyet.
1989 februárjában jelentették be hivatalosan is Lol Tolhurstnak az együttesből való kiválását. 1989-ig is volt pár Cure-on kívüli melléktevékenysége Lolnak. Többnyire producerkedett, például az And Also The Trees lemezeken, a Baroque Bordello kislemezen, de egy 1986-os Bonaparte's nagylemezen szintetizátorozott is. 
A Cure-ból való távozása után összehozott egy Presence nevű zenekart: Gary Biddles (ének), Alan Burgess (dob), Roberto Soave (basszusgitár), Rob Steen (gitár), Laurence Tolhurst (billentyűsök), Chris Youdell (billentyűsök). Első (egyetlen megjelent albumukról – Inside) három kislemezt másoltak ki, de nem értek el igazán sikereket. Úgy hírlik, rögzítették második nagylemezüket is, de az kiadatlan maradt. A zenekar szép csendben megszűnt létezni.
Némi csend után Lol ismét hallatni kezdte hangját. Megmaradván az elektronikánál, feleségével (Cindy Levinson) megalakították új formációjukat Levinhurst néven. Ezen a néven eddig három nagylemezt, néhány promós kislemezt adtak ki, illetve második nagylemezükhöz az internetről letölthető kislemezt is, melynek egyik számát az ex-Cure tag, Michael Dempsey keverte újra. Vele való közreműködés kiterjedt a teljes harmadik nagylemez anyagára, ahol Dempsey (mint a régi Cure-os időkben), basszusgitáron is játszik.
Adtak élő koncerteket is. Lol továbbá DJ-zik is néha.

## Diszkográfia

### The Cure (albumok)
- Three imaginary boys (1979 május) / Boys don't cry
- Seventeen seconds (1980 április)
- Faith / Carnage visors (1981 április)
- Pornography (1982 május)
- The top (1984 május)
- The head on the door (1985 augusztus)
- Kiss me kiss me kiss me (1987 május)
- Disintegration (1989 május)

### The Cure (koncertlemezek)
- Concert – The Cure live/Curiosity (1984 október)

### The Cure (válogatáslemezek)
- Standing on the beach/Staring at the sea – the singles (1986 május)

### The Cure (mini-LP)
- Japanese whispers ('fantázia kislemezek' és B-oldalainak gyűjteménye)

### The Cure (kislemezek, maxik)
- Killing an arab (1978 december...majd 1979 február)
- Boys don't cry (1979 június)
- Jumping someone else's train (1979 november)
- A forest (1980 április)
- Primary (1981 május)
- Charlotte sometimes (1981 október)
- The hanging garden (1982 július)
- Let's go to bed (1982 november)
- The walk (1983 július)
- The love cats (1983 október)
- The caterpillar (1984 május)
- In between days (1985 július)
- Close to me / Half an octopus (1985 szeptember)
- Boys don't cry -new mix (1986 április)
- Why can't I be you? (1987 április)
- Catch (1987 június)
- Just like heaven (1987 október)
- Hot hot hot!!! (1988 február)
- Lullaby (1989 április)
- Love song (1989 augusztus)
- Pictures of you (1990 március)

### The Cure (rádiós session)
- BBC Radio John Peel Session 1978. december 4. (1988 október)

### And Also the Trees (kislemezek)
- Shantell (1983)
- The secret sea (1983)

### And Also the Trees (nagylemez)
- And also the trees (1983)

### Baroque Bordello (kislemez)
- Today (1983 október)

### The Bonaparte's (nagylemez)
- Welcome to the isle of dogs (1986)

### Presence (kislemezek)
- In wonder
- Act of faith
- All I see

### Presence (nagylemezek)
- Inside
- A második kiadatlan.

### Levinhurst (nagylemezek)
- Perfect life (2004)
- House by the sea (2006)
- Blue star (2009)

### Levinhurst (kislemezek, promók)
- A legkorábbi dalokat tartalmazó promó szinte beszerezhetetlen.
- A House by the sea albumhoz tartozó három számos kislemezt csak az internetről lehetett letölteni.
- A Blue star albumhoz az első 100 megrendelő kapott egy három számos promó CD-t, amin három, az albumon ugyanolyan változatban megtalálható szám szerepel.

## Könyve magyarul
- Lol Tolhurst: Cured. Mese a két képzeletbeli fiúról; ford. Lotterfeld Boholy; Cser, Bp., 2021